# Silver Grove, Kentucky
Silver Grove är en ort i Campbell County i delstaten Kentucky, USA.